# Primera División de México 1957-58
La Temporada 1957-58 fue la edición XV del campeonato de liga de la Primera División.

## Sistema de competencia
Los catorce participantes disputan el campeonato bajo un sistema de liga, es decir, todos contra todos a visita recíproca; con un criterio de puntuación que otorga dos unidades por victoria, una por empate y cero por derrota. El campeón sería el club que al finalizar el torneo haya obtenido la mayor cantidad de puntos, y por ende se ubique en el primer lugar de la clasificación. 
En caso de concluir el certamen con dos equipos empatados en el primer lugar, se procedería a un partido de desempate entre ambos conjuntos en una cancha neutral predeterminada al inicio del torneo; de terminar en empate dicho duelo, se realizará uno extra, y de persistir la igualdad en este, se alargaría a la disputa de dos tiempos extras de 30 minutos cada uno, y posteriormente Tiros desde el punto penal, hasta que se produjera un ganador.
En caso de que el empate en el primer lugar fuese entre más de dos equipos, se realizaría una ronda de partidos entre los involucrados, con los mismos criterios de puntuación, declarando campeón a quien liderada esta fase al final.
El descenso a Segunda División corresponderá al equipo que acumulara la menor cantidad de puntos, y que por ende finalice en el último lugar de la clasificación. Al igual que el campeonato, para el descenso se contempló una serie de partidos extra en caso de empate en puntos de uno o más equipos.
Para el resto de las posiciones que no estaban involucradas con la disputa del título y el descenso, su ubicación, en caso de empate, se definía por medio del criterio de gol average o promedio de goles, y se calculaba dividiendo el número de goles anotados entre los recibidos.

## Equipos participantes

### Ascensos y descensos
| Pos | Ascendidos de la Segunda División 1956-57 |
| --- | ----------------------------------------- |
| 1.º | Zamora                                    |
| 2.º | Atlético Morelia                          |

| Pos  | Descendido en la Primera División 1956-57 |
| ---- | ----------------------------------------- |
| 13.º | Monterrey                                 |

### Equipos por entidad federativa
En la temporada 1957-1958 jugaron 14 equipos que se distribuían de la siguiente forma:
| Zamora Oro Atlas Guadalajara León Irapuato Necaxa Morelia Toluca Cuautla América Atlante Zacatepec Tampico | \| Entidad Federativa \| N.º \| Equipos \| \| ------------------ \| --- \| -------------------------- \| \| Jalisco \| 3 \| Atlas, Oro y Guadalajara \| \| Distrito Federal \| 3 \| América, Atlante, y Necaxa \| \| Guanajuato \| 2 \| Irapuato y León \| \| Michoacán \| 2 \| Morelia y Zamora \| \| Morelos \| 2 \| Cuautla y Zacatepec \| \| Estado de México \| 1 \| Toluca \| \| Tamaulipas \| 1 \| Tampico \| |                            |
| Entidad Federativa                                                                                         | N.º | Equipos                    |
| Jalisco | 3 | Atlas, Oro y Guadalajara   |
| Distrito Federal                                                                                           | 3 | América, Atlante, y Necaxa |
| Guanajuato                                                                                                 | 2 | Irapuato y León            |
| Michoacán                                                                                                  | 2 | Morelia y Zamora           |
| Morelos | 2 | Cuautla y Zacatepec        |
| Estado de México                                                                                           | 1 | Toluca                     |
| Tamaulipas                                                                                                 | 1 | Tampico                    |

### Información de los equipos participantes
| Nombre            | Sede                     | Estadio                |
| ----------------- | ------------------------ | ---------------------- |
| América (AME)     | Ciudad de México         | Olímpico Universitario |
| Atlante (ATN)     | Ciudad de México         | Ciudad de los Deportes |
| Atlas (ATS)       | Guadalajara, Jalisco     | Parque Oro             |
| Cuautla (CUA)     | Cuautla, Morelos         | El Almeal              |
| Guadalajara (GDL) | Guadalajara, Jalisco     | Parque Oro             |
| Irapuato (IRA)    | Irapuato, Guanajuato     | Revolución             |
| León (LEO)        | León, Guanajuato         | La Martinica           |
| Morelia (MOR)     | Morelia, Michoacán       | Campo Morelia          |
| Necaxa (NEC)      | Ciudad de México         | Olímpico Universitario |
| Oro Jalisco (ORO) | Guadalajara, Jalisco     | Parque Oro             |
| Tampico (TAM)     | Tampico, Tamaulipas      | Tampico                |
| Toluca (TOL)      | Toluca, Estado de México | Héctor Barraza         |
| Zacatepec (ZAC)   | Zacatepec, Morelos       | Campo del Ingenio      |
| Zamora (ZAM)      | Zamora, Michoacán        | Moctezuma              |

## Tabla General
| Pos. | Equipo        | Pts. | PJ | G  | E | P  | GF | GC | Dif. |                       |
| ---- | ------------- | ---- | -- | -- | - | -- | -- | -- | ---- | --------------------- |
| 1    | Zacatepec (C) | 39   | 26 | 17 | 5 | 4  | 44 | 24 | +20  | Campeón               |
| 2    | Toluca        | 34   | 26 | 14 | 6 | 6  | 60 | 29 | +31  |                       |
| 3    | Guadalajara   | 33   | 26 | 14 | 5 | 7  | 48 | 27 | +21  |                       |
| 4    | Atlas         | 32   | 26 | 12 | 8 | 6  | 47 | 41 | +6   |                       |
| 5    | León          | 29   | 26 | 11 | 7 | 8  | 40 | 32 | +8   |                       |
| 6    | Atlante       | 27   | 26 | 10 | 7 | 9  | 49 | 37 | +12  |                       |
| 7    | Zamora        | 25   | 26 | 9  | 7 | 10 | 44 | 47 | −3   |                       |
| 8    | Irapuato      | 23   | 26 | 7  | 9 | 10 | 40 | 45 | −5   |                       |
| 9    | Oro           | 22   | 26 | 8  | 6 | 12 | 41 | 53 | −12  |                       |
| 10   | América       | 22   | 26 | 8  | 6 | 12 | 33 | 45 | −12  |                       |
| 11   | Necaxa        | 21   | 26 | 7  | 7 | 12 | 36 | 51 | −15  |                       |
| 12   | Morelia       | 21   | 26 | 7  | 7 | 12 | 35 | 54 | −19  |                       |
| 13   | Cuautla       | 19   | 26 | 5  | 9 | 12 | 32 | 47 | −15  |                       |
| 14   | Tampico       | 17   | 26 | 5  | 7 | 14 | 22 | 39 | −17  | Descenso de categoría |

 Fuente: RSSSF

## Resultados
| Local \ Visitante | AME | ATT | ATL | CUA | GUA | IRA | LEO | MOR | NEC | ORO | TAM | TOL | ZAC | ZAM |
| ----------------- | --- | --- | --- | --- | --- | --- | --- | --- | --- | --- | --- | --- | --- | --- |
| América           | —   | 1–1 | 3–1 | 0–3 | 1–0 | 2–2 | 1–1 | 1–1 | 2–1 | 2–2 | 4–0 | 0–4 | 1–2 | 3–0 |
| Atlante           | 0–1 | —   | 1–1 | 1–1 | 1–2 | 2–0 | 2–1 | 2–0 | 2–2 | 4–2 | 4–0 | 3–1 | 0–1 | 6–2 |
| Atlas             | 1–0 | 2–2 | —   | 4–2 | 2–0 | 4–1 | 1–0 | 3–2 | 5–3 | 2–1 | 4–3 | 1–2 | 3–2 | 1–1 |
| Cuautla           | 3–0 | 0–4 | 1–1 | —   | 0–0 | 0–0 | 0–2 | 1–3 | 1–2 | 2–0 | 2–0 | 2–2 | 0–2 | 1–1 |
| Guadalajara       | 3–1 | 2–1 | 3–0 | 2–1 | —   | 2–1 | 0–1 | 7–0 | 3–1 | 2–3 | 2–1 | 2–2 | 1–1 | 5–1 |
| Irapuato          | 3–3 | 0–1 | 1–1 | 1–2 | 1–1 | —   | 2–3 | 1–1 | 3–2 | 1–2 | 1–0 | 3–1 | 0–2 | 4–2 |
| León              | 0–1 | 2–2 | 3–1 | 4–2 | 0–2 | 2–2 | —   | 5–3 | 4–1 | 4–1 | 0–0 | 2–1 | 0–1 | 1–1 |
| Morelia           | 2–0 | 2–1 | 1–1 | 4–1 | 0–4 | 3–4 | 1–2 | —   | 1–0 | 1–4 | 2–0 | 0–0 | 1–1 | 2–1 |
| Necaxa            | 2–3 | 1–5 | 2–1 | 2–2 | 1–0 | 1–1 | 0–0 | 1–1 | —   | 1–3 | 3–0 | 2–1 | 3–0 | 1–2 |
| Oro               | 3–2 | 1–1 | 1–2 | 2–0 | 1–1 | 1–3 | 3–0 | 2–2 | 1–1 | —   | 2–0 | 0–3 | 0–1 | 2–3 |
| Tampico           | 3–0 | 4–0 | 0–0 | 1–1 | 0–1 | 1–1 | 1–0 | 3–2 | 0–0 | 1–1 | —   | 0–1 | 1–2 | 1–0 |
| Toluca            | 2–0 | 5–2 | 2–2 | 3–0 | 2–0 | 2–0 | 3–1 | 5–0 | 5–1 | 6–1 | 1–1 | —   | 1–2 | 2–0 |
| Zacatepec         | 1–0 | 1–0 | 2–0 | 3–1 | 3–1 | 1–3 | 0–0 | 2–0 | 4–0 | 4–2 | 3–1 | 2–2 | —   | 1–1 |
| Zamora            | 4–1 | 2–2 | 3–3 | 3–3 | 1–2 | 3–1 | 0–2 | 2–0 | 1–2 | 4–0 | 2–1 | 2–1 | 2–0 | —   |

|                                |
| Zacatepec Campeón 2.do título. |